# Babel (pel·lícula)
Babel és una pel·lícula francesa-mexicana-americana realitzada per Alejandro González Iñárritu, estrenada el 2006. És l'última part d'una trilogia de la qual les altres dues parts són Amores perros i 21 Grams.

## Argument
En ple desert del Marroc, ressona un tret. L'incident implica diverses històries: una parella de turistes americans, dos joves marroquins autors d'un crim accidental, una dida que viatja il·legalment amb dos nens americans i una adolescent japonesa sorda i muda.

## Repartiment
- Brad Pitt: Richard Jones
- Cate Blanchett: Susan Jones
- Gael García Bernal: Santiago
- Elle Fanning: Debbie Jones
- Rinko Kikuchi: Chieko
- Nathan Gamble: Mike Jones
- Kōji Yakusho: Yasujiro
- Adriana Barraza: Amelia
- Clifton Collins Jr.
- Michael Peña: el policia fronterer

## Premis
- Globus d'Or a la millor pel·lícula dramàtica 2007
- BAFTA a la millor música 2006: Gustavo Santaolalla
- Festival Internacional de Cinema de Canes 2006: Millor director i premi del jurat.
- Chicago Film Critics Association Awards 2006: Millor segon paper femení per Rinko Kikuchi
- Satellite Award 2006: Millor música original (Gustavo Santaolalla)
- Oscar a la millor banda sonora per Gustavo Santaolalla

## Nominacions
- 2007: 7 nominacions als Oscar:
  - Oscar a la millor pel·lícula, Oscar al millor director per Alejandro González Iñárritu, Oscar a la millor actriu secundària per Adriana Barraza, Oscar a la millor actriu secundària per Rinko Kikuchi, Oscar al millor guió original per Guillermo Arriaga, Oscar al millor muntatge per Stephen Mirrione
Douglas Crise
- 2007: 6 nominacions als Globus d'Or:
  - Globus d'Or al millor director per Alejandro González Iñárritu, Globus d'Or a la millor actriu secundària per Adriana Barraza, Globus d'Or a la millor actriu secundària per Rinko Kikuchi, Globus d'Or al millor actor secundari per Brad Pitt, Globus d'Or al millor guió per Guillermo Arriaga, Globus d'Or a la millor banda sonora original per Gustavo Santaolalla.
- 2006: 5 nominacions als BAFTA:
  - BAFTA a la millor direcció per Alejandro González Iñárritu, BAFTA al millor guió original per Guillermo Arriaga, BAFTA a la millor fotografia per Rodrigo Prieto, BAFTA al millor muntatge per Stephen Mirrione
Douglas Crise, BAFTA al millor so per José García,Jon Taylor,Chris Minkler,Martín Hernández.
- 2007: nominat al César a la millor pel·lícula estrangera.
- 2006: 9 nominacions als Chicago Film Critics Association Awards.
- 2006: 7 nominacions als Satellite Award.